# World Professional Association for Transgender Health
World Professional Association for Transgender Health, (WPATH), (tidigare The Harry Benjamin International Gender Dysphoria Association, Inc. (HBIGDA)) är en internationell yrkesorganisation som ägnar sig åt förståelsen och behandlingen av gender identity disorders, transsexualism och  könsdysfori/könsinkogruens. WPATH grundades i september 1979 av endokrinologen och sexologen Harry Benjamin, med målet att skapa ett internationellt nätverk av yrkesverksamma som specialiserat sig på behandling av nämnda patientgrupper. WPATH är mest kända för den återkommande publiceringen av Standards of care for gender identity disorders,( sv. Behandlingsriktlinjer för gender identity disorder), men tillhandahåller också information för yrkesverksamma och klienter, arrangerar forskarkonferenser och erbjuder etiska riktlinjer för yrkesverksamma.

## Organisation

### Medlemskap
Yrkesverksamma som kan erhålla medlemskap inkluderar alla som arbetar inom discipliner som medicin, psykologi, juridik, socialt arbete, rådgivning, psykoterapi, familjestudier, sociologi, antropologi, tal- och röstterapi och sexologi. Icke-professionella kan också gå med och betala samma medlemsavgift, men utan rösträtt. Organisationen finansieras av sitt medlemskap och genom donationer och bidrag från icke-kommersiella källor.[7]

### Regionala organisationer
WPATH är anslutet till flera regionala organisationer, inklusive European Professional Association for Transgender Health (EPATH), United States Professional Association for Transgender Health (USPATH) och ASIAPATH.

## Standards of Care
WPATH publicerar Standards of Care for the Health of Transgender and Gender Diverse People, utbildar yrkesverksamma och vårdtagare, sponsrar vetenskapliga konferenser och tillhandahåller etiska riktlinjer för yrkesverksamma. Den första versionen av Standards of Care publicerades 1979. Version 7 publicerades 2011..  År 2022 släppte WPATH version 8.
Tidigare versioner släpptes 1979 (1), 1980 (2), 1981 (3), 1990 (4), 1998 (5) (chair: Stephen B. Levine och 2001 (6) (chair: Eli Coleman.

## Ordförande
Nuvarande ordförande för WPATH är Marci Bowers, M.D., för perioden år 2022–2024.

### Tidigare ordförande
- Paul A. Walker, Ph.D., 1979–1981
- Donald R. Laub, M.D., 1981–1983
- Milton T. Edgerton, M.D., 1983–1985
- Ira B. Pauly, M.D., 1985–1987
- Aaron T. Bilowitz, M.D., 1987–1989
- Jan Wålinder, M.D., 1989–1991
- Leah Schaefer, Ed.D., 1991–1995
- Friedmann Pfaefflin, M.D. 1995–1997
- Richard Green, J.D., 1997–1999
- Alice Webb, DHS, 1999
- Eli Coleman, Ph.D., 1999–2003
- Walter Meyer III, M.D., 2003–2005
- Stan Monstrey, M.D., 2005–2007
- Stephen Whittle, OBE, 2007–2009
- Walter O.Bockting, Ph.D., L.P., 2009–2011
- Lin Fraser, Ed.D., 2011–2013
- Jamison Green, Ph.D., 2013–2015
- Gail Knudson, M.D., FRCPC, 2016–2018
- Vin Tangpricha, M.D., Ph.D., 2018–2020
- Walter Pierre Bouman, M.D., Ph.D., 2020–2022
- Marci Bowers, M.D., 2022–2024